# Middlebury (Indiana)
Pour les articles homonymes, voir Middlebury.
Middlebury est une commune du comté d'Elkhart, situé dans l'Indiana, aux États-Unis.